# بولشایا گوروایا
بولشایا گوروایا (انگلیسی: Bolshaya Gorevaya) یک رودخانه در سرزمین پرم کشور روسیه است.